# Adi Hütter
Pour les articles homonymes, voir Hutter.
Adolf « Adi » Hütter, né le 11 février 1970 à Hohenems (Autriche), est un footballeur international autrichien, devenu entraîneur. 
Après plusieurs saisons en Autriche, en Suisse et en Allemagne, où il dirige l'Eintracht Francfort puis le Borussia Mönchengladbach, il est nommé en 2023 entraîneur de l'AS Monaco.

## Biographie
Adi est le diminutif du prénom Adolf qui lui vient de son oncle. Celui-ci est mort à 27 ans dans une avalanche, et sa grand-mère paternelle, la mère du défunt, voulait qu'il y ait un autre Adolf dans la famille, malgré le poids de l'histoire autrichienne et la ressemblance du nom d'Adolf Hütter avec celui d'Adolf Hitler. Néanmoins dès le jour de sa naissance seul le diminutif Adi est employé. Adi Hütter déclare à ce sujet : « Évidemment, j'aurais souhaité un autre prénom mais ma mère m'a toujours appelé Adi et, depuis, tout le monde m'appelle comme ça. On ne peut pas être totalement heureux avec un nom comme ça, même si on n'en prend pas encore conscience quand on est enfant ».

### Carrière de joueur

#### En club
Adi Hütter joue en faveur de différents clubs en Autriche, principalement le Grazer AK, l'Austria Salzbourg, et le Kapfenberger SV.
Il dispute 483 matchs dans les championnats autrichiens, inscrivant 58 buts. Il réalise sa meilleure performance lors de la saison 1992-1993, où il inscrit 10 buts en D2.
Son palmarès est constitué de trois titres de champion d'Autriche, tous obtenus avec l'Austria. Il atteint également la finale de la Coupe de l'UEFA en 1994 avec l'Austria, en étant battu par l'Inter Milan.

#### En équipe nationale
Adi Hütter reçoit 14 sélections en équipe d'Autriche entre 1994 et 1997, inscrivant trois buts.
Il joue son premier match en équipe nationale le 23 mars 1994, en amical contre la Hongrie (score : 1-1 à Linz). Il inscrit son premier but lors de la sa deuxième sélection, le 20 avril, en amical contre l'Écosse.
Le 26 avril 1995, il est l'auteur d'un doublé contre le Liechtenstein, lors d'un match rentrant dans le cadre des éliminatoires de l'Euro 1996 (victoire 7-0 à Salzbourg). Il reçoit sa dernière sélection le 10 septembre 1997, contre la Biélorussie, lors des éliminatoires du mondial 1998 (victoire 0-1 à Minsk).

### Carrière d'entraîneur

#### SC Rheindorf Altach, SV Grödig et Red Bull Salzbourg
Adi Hütter est l'entraîneur des jeunes du Red Bull Salzbourg entre 2007 et 2009.
En 2013, il fait monter le SV Grödig en première division avant de qualifier le club pour sa première Ligue Europa l'année suivante.
En mai 2014, il remplace Roger Schmidt à la tête du Red Bull Salzbourg avec pour objectif de qualifier le club autrichien pour sa première phase de groupe de la Ligue des champions. Il quitte le club à la fin de la saison 2015.

#### BSC Young Boys
Début septembre 2015, il est nommé au BSC Young Boys en Suisse. Après avoir atteints à deux reprises le titre de vice-champions de Suisse, les Bernois remportent le titre de champion de Suisse, le premier des Young Boys depuis 1986.

#### Eintracht Francfort
Au terme de la saison, Adi Hütter s’engage avec l’Eintracht Francfort où il remplace Niko Kovač.
Les débuts sont difficiles car il perd son premier match de compétition en Supercoupe d'Allemagne contre FC Bayern Munich. Au 1er tour principal de la Coupe d'Allemagne, son équipe s'incline également face au SSV Ulm 1846, club de quatrième division.
Après quelques matchs, cependant, l'Eintracht Francfort inverse la tendance. De septembre à novembre 2018, l'équipe est invaincue pendant onze matchs de compétition, et une série similaire est réalisée lors de la seconde moitié de la saison. L'Eintracht Francfort est la première équipe allemande à remporter ses six matches de groupe de la Ligue Europa. Son équipe atteint les demi-finales, où elle perd contre le Chelsea FC lors des tirs au but.
L'Eintracht Francfort termine la saison 2018-2019 septième de la Bundesliga avec 54 points et joue la qualification pour la Ligue Europa. Adi Hütter est élu entraîneur de l'année dans l'enquête annuelle auprès des lecteurs de Bild. L'Eintracht Francfort est également élu équipe de l'année.
Lors de la saison 2019-2020, l'Eintracht Francfort finit à la 9e place du classement avec 45 points. En Coupe d'Allemagne, l'équipe atteint les demi-finales et s'incline à l'extérieur contre le Bayern Munich (1-2). En Ligue Europa, l'Eintracht Francfort élimine le RC Strasbourg (1-0 / 0-3) en barrages grâce un match retour très physique (2 cartons rouges) puis se qualifie pour les seizièmes de finale en tant que 2e de groupe après une victoire 2-1 à l'extérieur contre l'Arsenal FC avec 9 points et s'impose face au Red Bull Salzbourg (4-1 / 2-2). En huitièmes de finale, l'équipe perd ses deux matchs contre le FC Bâle (0-3 / 0-1).
Avant la saison 2020-2021, le contrat d'Adi Hütter et celui de ses deux entraîneurs adjoints sont prolongés prématurément jusqu'en 2023. Au cours de la saison, son équipe occupe pendant longtemps les places qualificatives pour la Ligue des champions. Son équipe termine finalement la saison à la 5e place, synonyme de qualification pour la Ligue Europa.

#### Borussia Mönchengladbach
Pour la saison 2021-2022, Adi Hütter devient l'entraîneur du Borussia Mönchengladbach en utilisant une clause libératoire. Il succède à Marco Rose qui part au Borussia Dortmund.
L'équipe termine la première moitié de la saison à la 14e place avec 19 points, avec une avance de seulement 3 points sur la zone de relégation directe. Ils ont entre autres perdu 6-0 à domicile contre le SC Fribourg lors de la 14e journée. L'un des faits saillants de la première moitié de la saison est une victoire 5-0 contre le Bayern Munich au 2e tour principal de la Coupe d'Allemagne.
En seconde partie de saison, les performances se stabilisent, 26 points pour la 7e place. En Coupe d'Allemagne, cependant, le Borussia Mönchengladbach est éliminé lors des huitièmes de finale par l'équipe de deuxième division du Hanovre 96. La saison se termine finalement avec 45 points et une 10e place.
Le 14 mai 2022, le club allemand annonce se séparer d'Adi Hütter.

#### AS Monaco
Le 4 juillet 2023, Adi Hütter s'engage avec l'AS Monaco en paraphant un contrat de deux ans,,. Pour sa première saison à la tête de l'équipe monégasque, il termine dauphin du Paris Saint-Germain avec 67 points. En Coupe de France, son équipe est éliminée lors des huitièmes de finale contre le FC Rouen lors des tirs au but.
Le 4 janvier 2025, il prolonge son contrat de deux années supplémentaires avec l'AS Monaco, soit jusqu'au 30 juin 2027,,. Son équipe s'incline sur le score d'un but à zéro en finale du Trophée des champions contre le Paris Saint-Germain,,.

## Palmarès

### En tant que joueur
- Grazer AK
  - Championnat d'Autriche D2
    - Champion : 1993.

- Austria Salzburg
  - Coupe de l'UEFA
    - Finaliste : 1994.

  - Championnat d'Autriche
    - Champion : 1994, 1995 et 1997.

  - Coupe d'Autriche
    - Finaliste : 2000.

  - Supercoupe d'Autriche
    - Vainqueur : 1994, 1995 et 1997.

- Kapfenberger SV
  - Championnat d'Autriche D2
    - Vice-champion : 2005.

### En tant qu'entraîneur
- SV Grödig
  - Championnat d'Autriche D2
    - Champion : 2013.

- Red Bull Salzbourg
  - Championnat d'Autriche
    - Champion : 2015.

  - Coupe d'Autriche
    - Vainqueur : 2015.

- BSC Young Boys
  - Championnat de Suisse :
    - Champion : 2018.
    - Vice-champion : 2016 et 2017.